# Danmarks Internationale Kollegium
Danmarks Internationale Kollegium er et kollegium i Albertslund beliggende tæt ved Albertslund Station og Albertslund Centrum. Kollegiet har ca. 500 beboere fordelt i 16 forskellige blokke.